# 美式足球历史
美式足球的历史可以追溯到橄榄球和英式橄榄球的早期版本。这两种游戏都起源于 19 世纪中叶在英国进行的多种足球运动。

## 起源
美式足球起源于英式足球和英式橄榄球的几个主要分支。规则是由耶鲁大学运动员兼教练，被认为是“美式足球之父”的沃尔特·坎普更改並制定。在 19 世纪末至 20 世纪初，埃迪科切姆斯、阿莫斯·阿朗佐·斯塔格、帕克·H·戴维斯、克努特·羅克尼和波普·沃納等大学教练开发的游戏玩法有助于利用新引入的前传球。
随着大学橄榄球成为 20 世纪上半叶美国这项运动的主流版本，它越来越受欢迎。职业橄榄球的起源可以追溯到 1892 年。當時，帕吉·赫弗芬格 ) 签下了價值 500 美元（在 2023年价值1.7萬美元）的合同，代表阿勒格尼体育协会参加一场对阵匹兹堡体育俱乐部的比赛。 

## 發展
美式橄榄球的现代發展可以被认为是在1932 年 NFL 季后赛之后开始的。这是自 1902 年以来的第一场室内冠军赛，也是第一场以哈希标记为特色的美式橄榄球比赛。
美式足球在 20 世纪下半叶的流行可以追溯到958 年的 NFL 冠军赛，而这场比赛被称为“有史以来最伟大的比赛”。美国橄榄球联盟 (NFL) 的竞争对手联盟，美国橄榄球联盟(AFL)，于 1960 年开始舉行比赛；它给高级联赛带来的压力导致了两个联赛的合并和超级碗的诞生。超级碗已经成为美国每年收视率最高的电视赛事。